# Сподахи
Сподахи́ (укр. Сподахи) — село на Украине, находится в Немировском районе Винницкой области.
Код КОАТУУ — 0523088301. Население по переписи 2001 года составляет 787 человек. Почтовый индекс — 22812. Телефонный код — 4331.
Занимает площадь 4,99 км².